# Brokglim
Brokglim (Silene colorata) är en nejlikväxtart som beskrevs av Jean Louis Marie Poiret. Brokglim ingår i släktet glimmar, och familjen nejlikväxter. Arten har ej påträffats i Sverige.
Blomman är blekt till djupt rosa.